# Feld-Kresse
Die Feld-Kresse (Lepidium campestre) ist eine Pflanzenart aus der Gattung der Kressen (Lepidium) innerhalb der Familie der Kreuzblütengewächse (Brassicaceae).

## Beschreibung

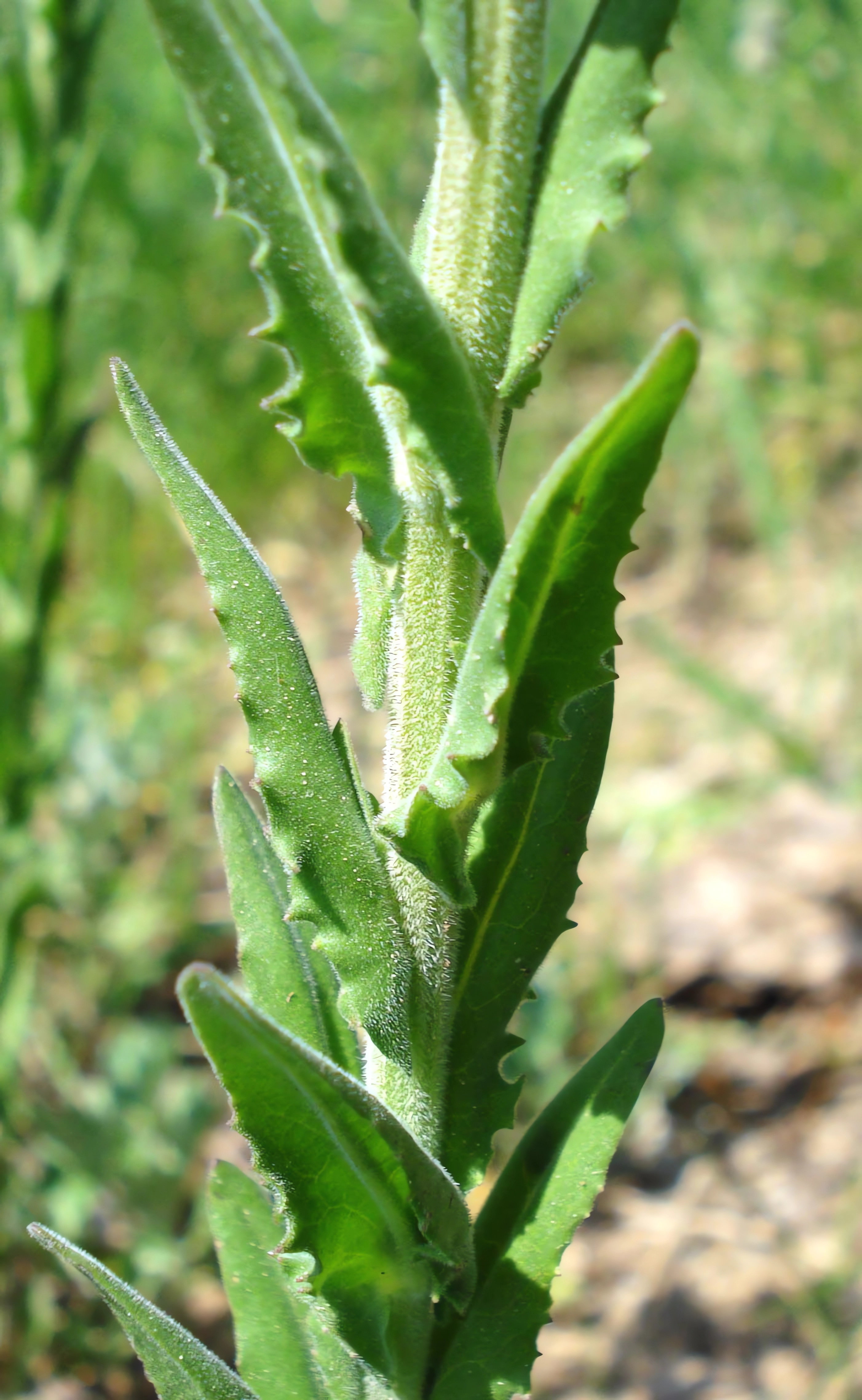
Stängel und Stängelblätter

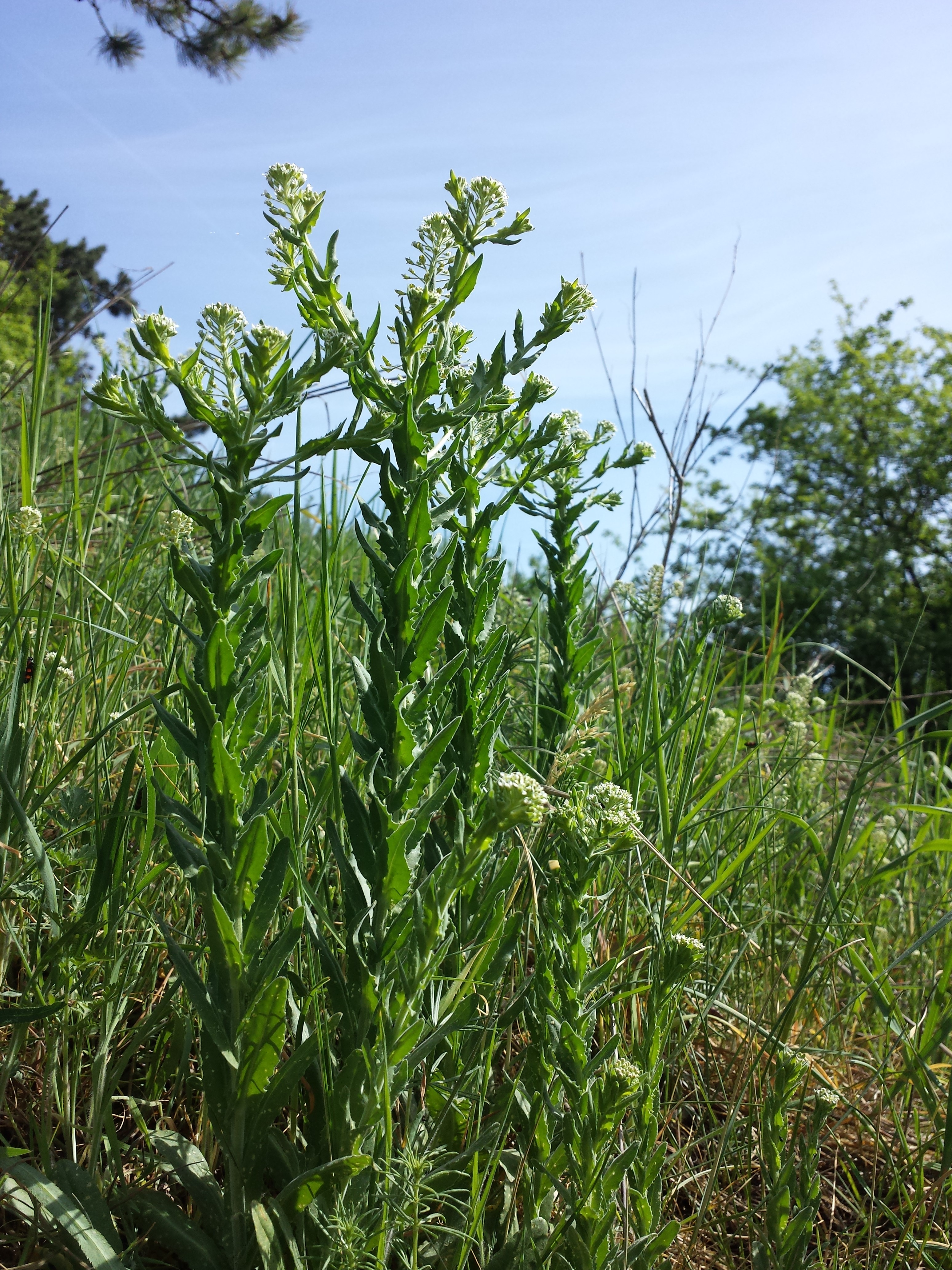
Habitus

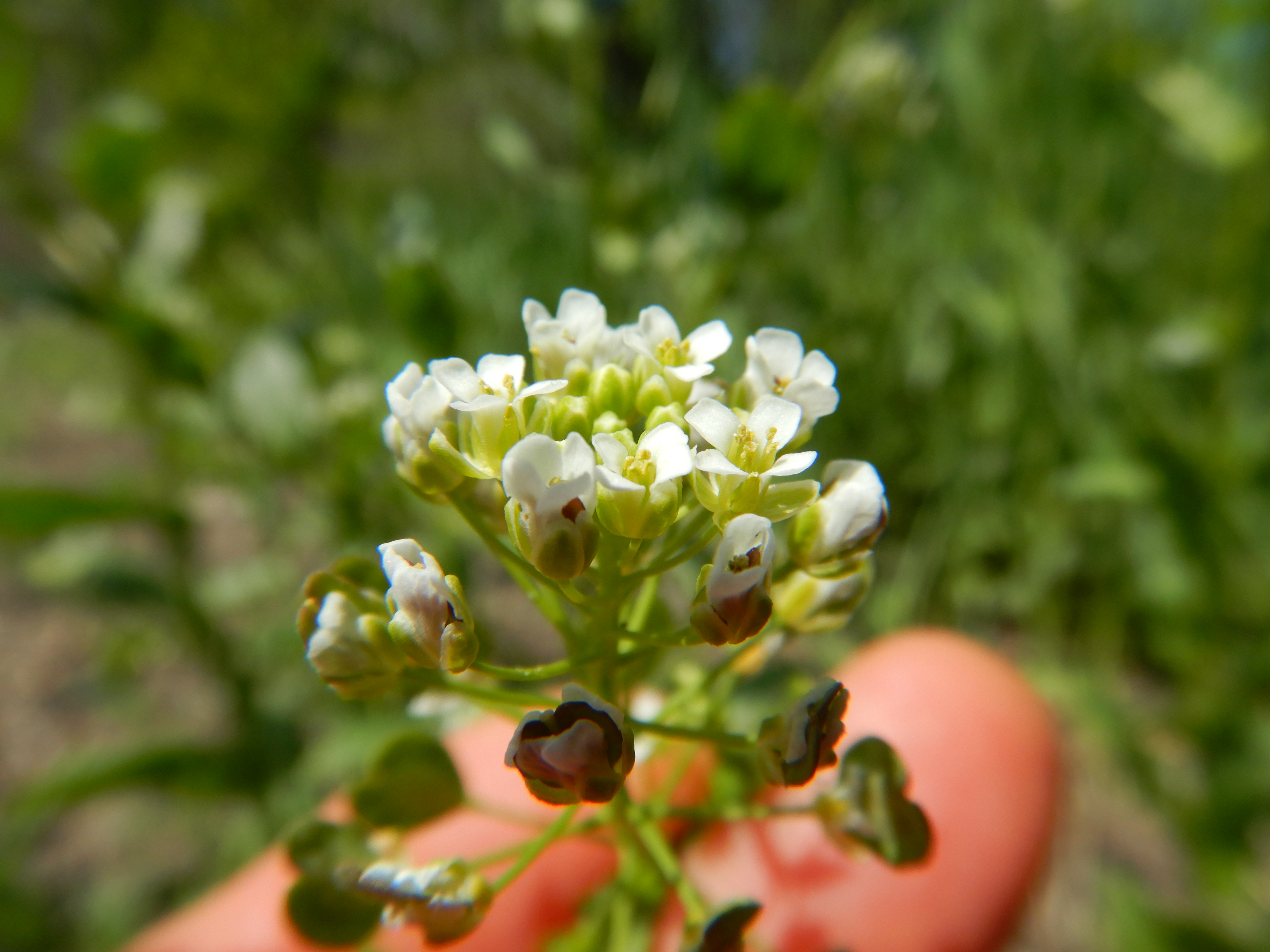
Blütenstand mit Blüten im Detail

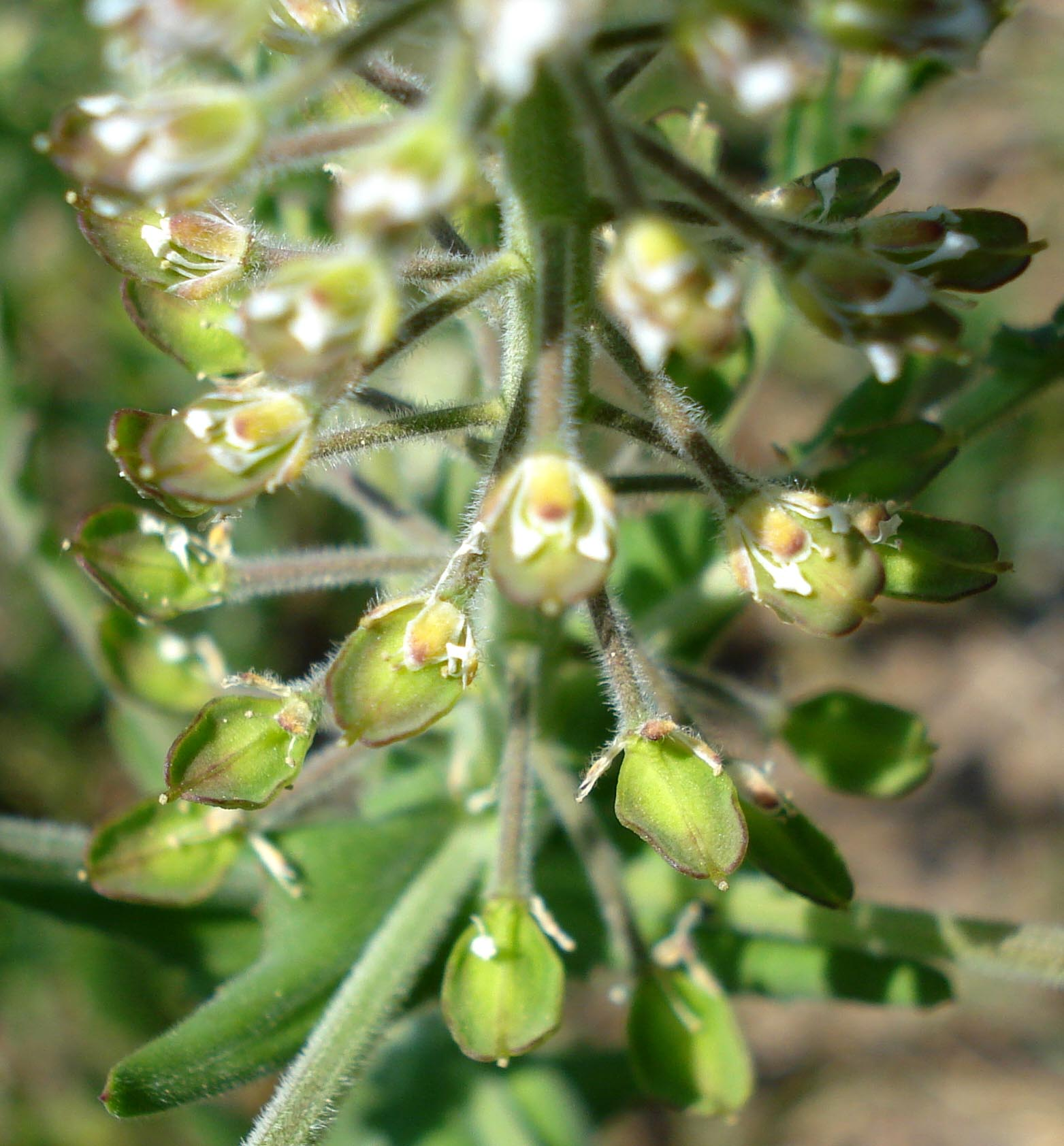
Fruchtstand

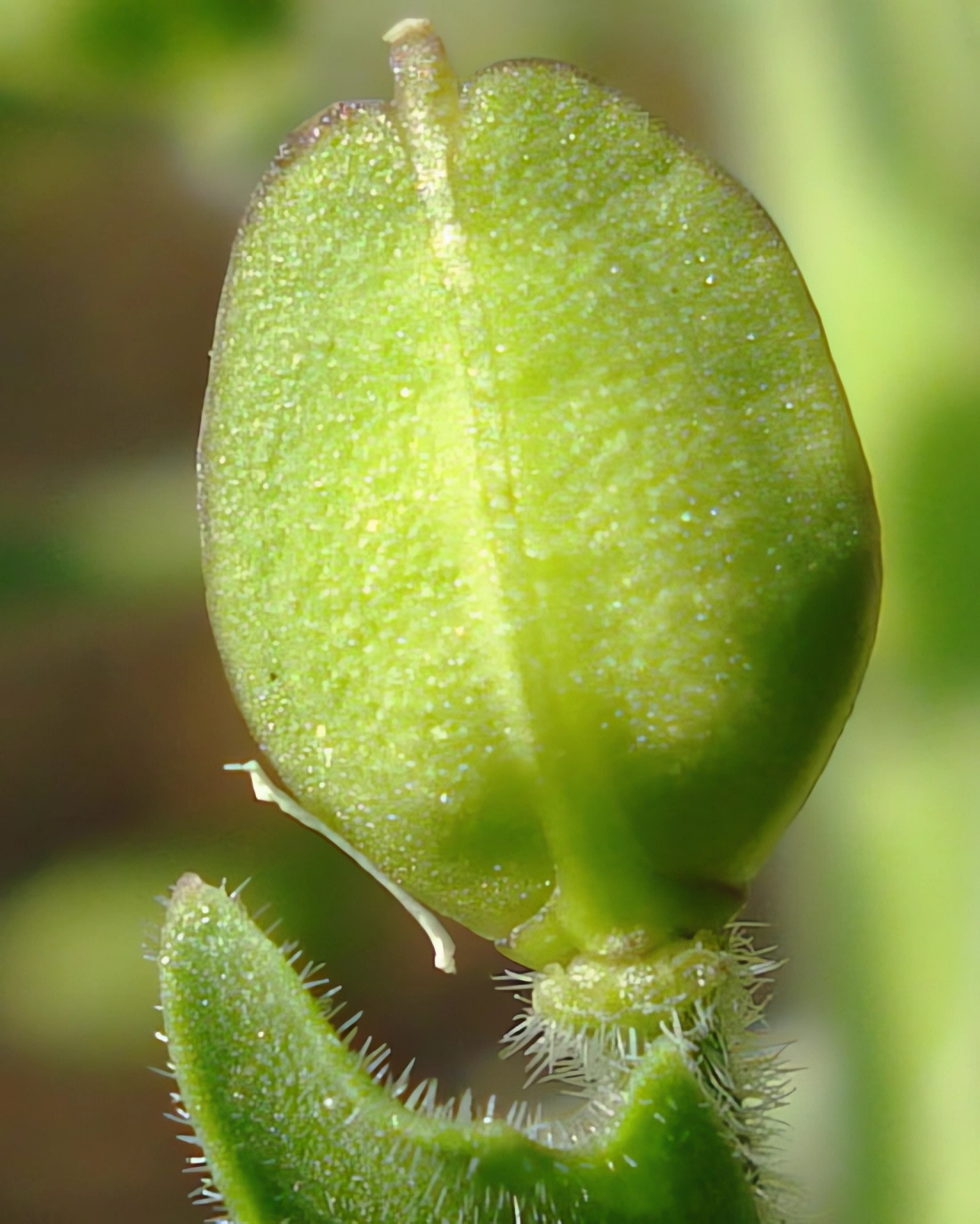
Schötchen

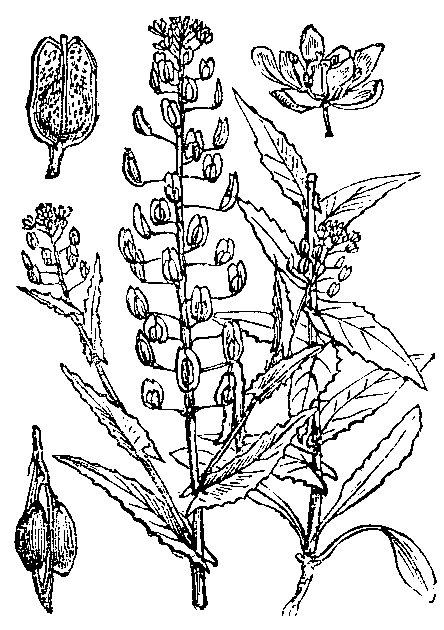
Illustration

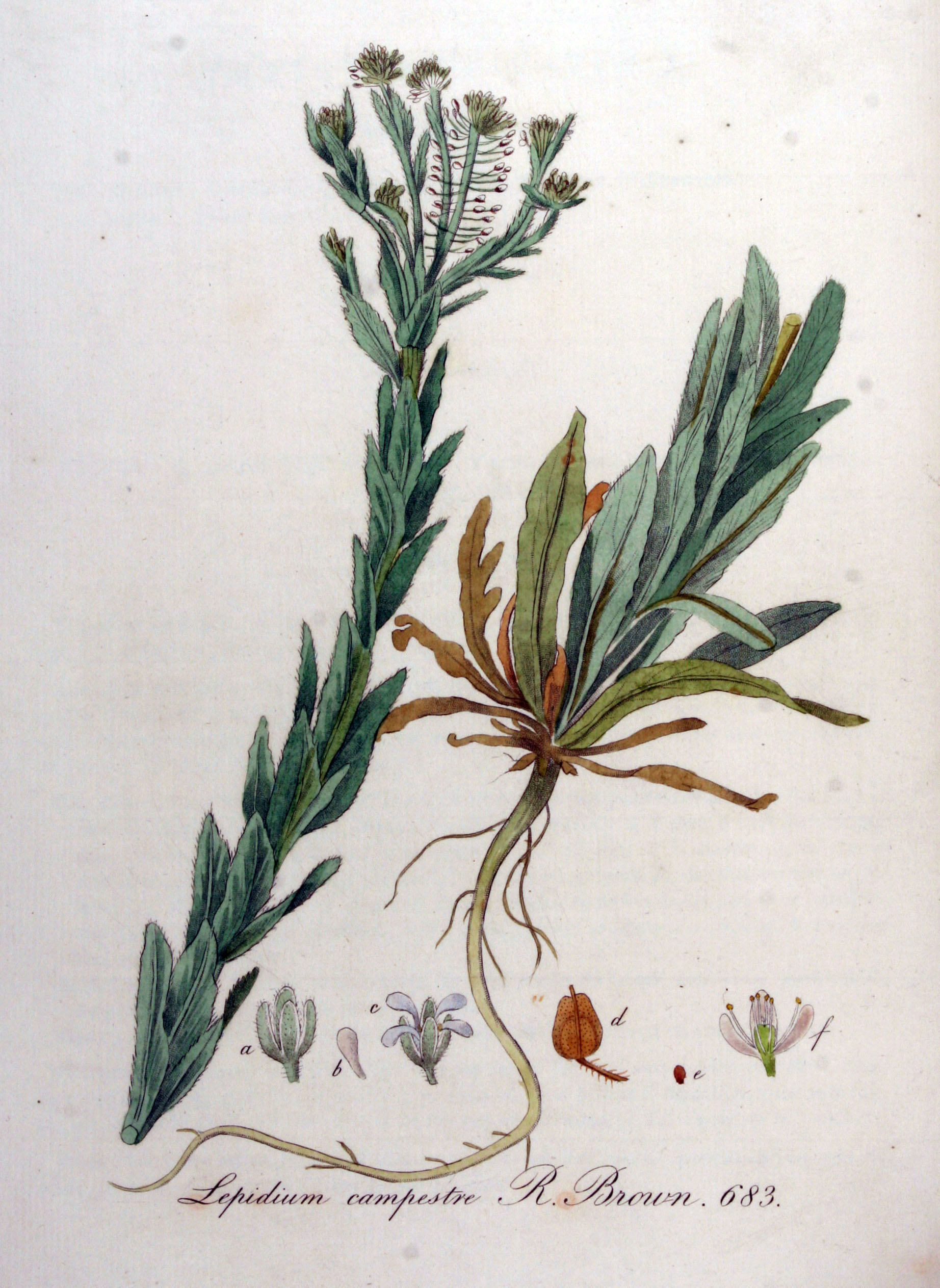
Illustration aus Flora Batava, Volume 9

### Vegetative Merkmale
Bei der Feld-Kresse handelt es sich um eine ein- oder zweijährige krautige Pflanze, die Wuchshöhen von meist 12 bis 50 (8 bis 60) Zentimetern erreicht. Die oberirdischen Pflanzenteile sind dicht mit ausgebreiteten Trichomen rau behaart (Indument). Der aufrechte Stängel, der kurz abstehend flaumig-filzig behaart ist, ist einfach oder im oberen Bereich typischerweise bogig mit beblätterten Ästen verzweigt.
Die Laubblätter sind grundständig und wechselständig am Stängel verteilt angeordnet. Die Grundblätter sind 0,5 bis meist 1,5 bis 6 Zentimeter lang gestielt. Die Blattspreite der Grundblätter sind bei einer Länge von 2 bis 6 (1 bis 8) Zentimetern sowie einer Breite von 0,5 bis 1,5 Zentimetern verkehrt-lanzettlich oder länglich mit sich verschmälernder Spreitenbasis und stumpfem oder fast spitzem oberen Ende; ihr Blattrand ist glatt, unregelmäßig fiederteilig oder leierförmig. Die Stängelblätter sind sitzend. Die Blattspreite der Stängelblätter ist bei einer Länge von 1 bis 4 (0,7 bis 6,5) Zentimetern sowie einer Breite von 5 bis 10 (2 bis 15) Millimetern länglich, lanzettlich oder schmal-dreieckig-lanzettlich mit pfeilförmiger bis geöhrter Spreitenbasis und spitzem oder fast stumpfem oberen Ende; ihr Blattrand ist gezähnt oder fast glatt. Die mittleren und oberen Stängelblätter sind mit ihrem pfeilförmigen Spreitengrund stängelumfassend.

### Generative Merkmale
Die Blütezeit der Feld-Kresse liegt in den Monaten Mai bis Juli; in Deutschland und in China reicht sie von Mai bis Juni. In einem anfangs schirmtraubigen, später durch deutliche Streckung der mit ausgebreiteten Trichomen rau behaarten, geraden Blütenstandsachse bis zur Fruchtreife, traubigen Blütenstand stehen viele Blüten zusammen. Es sind keine Tragblätter vorhanden.
Die zwittrige Blüte ist vierzählig mit doppelter Blütenhülle. Die vier aufrechten bis aufsteigenden, behaarten bis glatten Kelchblätter sind länglich bei einer Länge von (selten 1 bis) meist 1,3 bis 1,8 Millimetern sowie einer Breite von 0,6 bis 0,8 Millimetern. Die vier weißen Kronblätter sind in Nagel und Platte gegliedert. Die Kronblätter sind bei einer Länge von meist 1,8 bis 2,5 (1,5 bis 3) Millimetern sowie einer Breite von (0,2 bis) meist 0,5 bis 0,7 Millimetern spatelförmig mit gerundetem oberen Ende. Der Nagel ist 0,6 bis 1 Millimeter lang. Es sind sechs Staubblätter vorhanden. Die meist kahlen Staubfäden sind meist 1,5 bis 1,8 (1,2 bis 2) Millimeter lang. Die Staubbeutel sind länglich bei einer Länge von 0,3 bis 0,5 Millimetern. Der kurze Griffel endet in einer kopfigen, gelblichen Narbe.
Die horizontal von der Fruchtstandsachse abstehenden, mit einem Durchmesser von 0,3 bis 0,4 Millimeter schlanken, geraden bis etwas gekrümmten Fruchtstiele sind 4 bis 8 (3 bis 10) Millimeter lang und rau oder flaumig behaart. Die bei einer Länge von meist 5 bis 6 (4 bis 7) Millimetern sowie einem Durchmesser von 3 bis, meist 4 bis 5 Millimetern länglichen bis eiförmigen oder breit-länglichen, abgeflachten oder beckenförmigen Schötchen sind von der Mitte ausgehend gekrümmt und bis zum selten 0.2 bis, meist 0,4 bis 0,6 Millimetern ausgerandetem oberen Ende 1 bis 2 Millimeter breit geflügelt. Bei den reifen Früchten ragt der kurze Griffel, der ab der Basis mit den Flügeln verwachsen ist, mit einer Länge von 0,2 bis 0,5, selten bis zu 0,7 Millimetern kaum oder nicht aus der Ausrandung hervor, der freie Teil ist 0,2 bis 0,5, selten bis zu 0,7 Millimeter lang. Für diese Art typisch sind die schuppenförmigen Bläschen, die die Fruchtklappen dicht bedecken. Jedes Fruchtfach enthält nur einen Samen. Die dunkelbraunen Samen sind bei einer Länge von 2 bis 2,3, selten bis zu 2,8 Millimetern sowie einem Durchmesser von 1 bis 1,4 Millimetern eiförmig oder länglich, papillös und ungeflügelt. Die Fruchtreife erfolgt von Juni bis August.

### Chromosomensatz
Die Chromosomenzahl beträgt x = 8; es liegt Diploidie mit einer Chromosomenzahl von 2n = 16 vor.

## Ökologie
Bei der Feld-Kresse handelt es sich um einen mesomorphen bis skleromorphen, monokarpen Hemikryptophyten oder meist Therophyten, der oft als winterannuelle Pflanze gedeiht.
Die Blüten sind oft leicht protogyn, dabei sind zuerst weiblich Blütenorgane fertil, danach auch die männlichen, mit deutlicher Überlappung. Es liegt Selbstkompatibilität vor, Selbstbefruchtung führt also erfolgreich zum Samenansatz. Es erfolgt meist spontane Selbstbestäubung innerhalb einer Blüte. Blütenökologisch handelt es sich um Scheibenblumen mit nur wenig halbverborgenem Nektar, wobei sich die Nektarien an der Basis der Staubblätter befinden. Als Bestäuber kommen Syrphiden, Bienen und Falter in Frage. Die Feld-Kresse ist obligat autogam, es erfolgt obligate Selbstbefruchtung.
Die Ausbreitung der Diasporen kann absichtlich oder unabsichtlich durch den Menschen (Hemerochorie) erfolgen oder durch den Wind (Anemochorie). Die bei der Reife horizontal stehenden Schötchen platzen durch auffallenden Regen und die Samen werden ausgeschleudert, die Schötchen wirken sich also als Regenballist.

## Vorkommen
Das ursprüngliche Verbreitungsgebiet der Feld-Kresse reicht von Europa bis Westasien und den Kaukasusraum. Es gibt Fundortangaben für Deutschland, Österreich, die Schweiz, Italien, Sardinien, Sizilien, Korsika, Frankreich, Malta, Gibraltar, Andorra, Spanien, das Vereinigte Königreich, Irland, Dänemark, das südliche Schweden, Belgien, die Niederlande, Polen, Ungarn, Tschechien, die Slowakei, Slowenien, Serbien, Kroatien, Bosnien und Herzegowina, Montenegro, Bulgarien, Rumänien, Albanien, Nordmazedonien, Griechenland, die Türkei, Ciskaukasien, Aserbaidschan, Georgien, Dagestan, die Ukraine und die Krim. Sie kommt in fast ganz Europa vor, ist aber in manchen Ländern Nord- und Osteuropas ein Neophyt, wie auch in Südafrika, Nordamerika, nordöstlichen China, Japan, Australien und Neuseeland.
In Deutschland ist die Feld-Kresse allgemein verbreitet, örtlich ist sie jedoch recht selten zu finden.
In Österreich kommt sie im pannonischen Gebiet häufiger vor, ist ansonsten aber selten.
In der Schweiz ist sie allgemein verbreitet und gedeiht in Äckern, an Wegränder, Schuttplätzen in der kollin-montanen, seltener bis in subalpiner Höhenstufe. Sie steigt am Plettenberg auf der Schwäbischen Alb in einer Höhenlage von bis zu 1000 Meter auf. Sie wurde auch einmal an der Berninastraße in Höhenlagen von 2050 Metern beobachtet.
Lepidium campestre gedeiht in Schutt- und Ackerunkrautgesellschaften, vor allem in Pflanzengesellschaften des Verbands Fumario-Euphorbion, aber auch in denen des Verbands Sisymbrion. Sie gedeiht am besten auf mäßig trockenen bis frischen, nährstoff- und basenreichen, humosen Lehm- oder Tonböden.
Die ökologischen Zeigerwerte nach Landolt et al. 2010 sind in der Schweiz: Feuchtezahl F = 2+ (frisch), Lichtzahl L = 4 (hell), Reaktionszahl R = 4 (neutral bis basisch), Temperaturzahl T = 4+ (warm-kollin), Nährstoffzahl N = 4 (nährstoffreich), Kontinentalitätszahl K = 4 (subkontinental), Salztoleranz 1 = tolerant.

## Nutzung
Die grünen Pflanzenteile können roh oder gegart gegessen werden. Die unreifen Schötchen und die Samen können zum Würzen verwendet werden.

## Inhaltsstoffe
Die Samen enthalten das Senfölglycosid Glucosinalbin.

## Taxonomie
Die Erstveröffentlichung erfolgte 1753 unter dem Namen Thlaspi campestre durch Carl von Linné in Species Plantarum, Tomus II, S. 646–647. Die Neukombination zu Lepidium campestre (L.) W.T.Aiton wurde 1812 durch William Townsend Aiton in W. Aiton und W. T. Aiton: Hortus Kewensis ..., 2. Auflage, Band 4, S. 88 veröffentlicht. In mancher Literatur ist Robert Brown als Autor angegeben, er wurde bei den Brassicaceae als Autor von Aitons Hortus Kewensis ..., 2. Auflage betrachtet, aber im Werk selbst gibt es keinen Hinweis darauf; deshalb wurde in Shenzhen ICN 46, Note 5, Ex. 25 Aiton als Autor des Artnamens festgelegt. Weitere Synonyme für Lepidium campestre (L.) W.T.Aiton sind: Iberis campestris (L.) Wallr., Lasioptera campestris (L.) Andrz., Lepia accedens (Jord.) Fourr., Lepia campestris (L.) Desv., Lepia campicola (Jord.) Fourr., Lepia errabunda (Jord.) Fourr., Lepidium accedens Jord., Lepidium campicolum Jord., Lepidium denticulatum Sennen, Lepidium errabundum Jord., Lepidium vagum Jord., Neolepia campestris (L.) W.A.Weber.